# 1063
| 1063               |
| ------------------ |
| Dødsfald - Fødsler |
|                    |

| Gregoriansk kalender | 1063 MLXIII             |
| Ab urbe condita      | 1816                    |
| Armensk kalender     | 512 ԹՎ ՇԺԲ              |
| Kinesiske kalender   | 3759 – 3760 壬寅 – 癸卯 |
| Etiopisk kalender    | 1055 – 1056             |
| Jødisk kalender      | 4823 – 4824             |
| Hindukalendere       |                         |
| - Vikram Samvat      | 1118 – 1119             |
| - Shaka Samvat       | 985 – 986               |
| - Kali Yuga          | 4164 – 4165             |
| Iransk kalender      | 441 – 442               |
| Islamisk kalender    | 455 – 456               |

Konge i Danmark: Svend 2. Estridsen 1047-1074
Se også 1063 (tal)